# Schwangerbach (rivière)
Pour l'écart de Reyersviller, voir Schwangerbach.
Le Schwangerbach est un ruisseau qui coule dans le pays de Bitche en Moselle. C'est un affluent de la Schwalb et donc un sous-affluent du Rhin.

## Hydronymie
De l'allemand schwanger (enceinte) et Bach (le ruisseau), Schwangerbach signifie donc littéralement « ruisseau enceint ». Il donne son au nom au hameau du même nom de la commune de Reyersviller, qu'il traverse.

## Géographie
Le ruisseau prend source dans l'écart de Kohlwiese, au Nord de la commune de Lemberg. La source se trouve au pied du Rundenkopf, un sommet des Vosges du Nord qui culmine à 406 mètres. Le ruisseau prend initialement la direction du Nord et récupère les eaux d'un second ruisseau qui vient du Schœnthal un peu moins de 2 km plus loin. À partir de là, il entre dans l'écart de Schwangerbach de la commune de Reyersviller et prend la direction du nord-ouest. À l'entrée du village de Reyersviller, il récupère le Kuesselbach qui vient par la gauche. Il récupère encore deux autres affluents à la sortie du village, le Balschbach et le Flegelsbach. Il continue sa route vers l'Ouest et passe à proximité de la chapelle Notre-Dame de Bitscherthal avant de rejoindre le village de Siersthal. C'est au centre de ce dernier bourg, que le Schwangerbach conflue avec la Schwalb. Ils prennent ensuite la direction du Nord et de l'Allemagne,.

## Communes traversées
- Lemberg
- Reyersviller
- Siersthal[2],[3],[4]

## Affluents
- Kuesselbach[5]
- Balschbach
- Flegelsbach[2],[3],[4]